# Камень (Підкарпатське воєводство)
Камень (пол. Kamień) — село в Польщі, у гміні Камень Ряшівського повіту Підкарпатського воєводства.
Населення — 4587 осіб (2011).
У 1975-1998 роках село належало до Ряшівського воєводства.

## Демографія
Демографічна структура станом на 31 березня 2011 року:
|          | Загалом | Допрацездатний вік | Працездатний вік | Постпрацездатний вік |
| -------- | ------- | ------------------ | ---------------- | -------------------- |
| Чоловіки | 2291    | 548                | 1505             | 238                  |
| Жінки    | 2296    | 528                | 1308             | 460                  |
| Разом    | 4587    | 1076               | 2813             | 698                  |